# George Starkey (Eyrénée Philalèthe)
Pour les articles homonymes, voir Starkey et Philalèthe.
George Starkey (né aux Bermudes en 1628, mort à Londres en 1665), est un médecin et alchimiste anglais, célèbre par ses traités d'alchimie écrits sous le pseudonyme latin de Eirenaeus Philalethes, francisé en Eyrénée Philalèthe ou Irénée Philalèthe.
Son père, était un pasteur calviniste puritain d'origine écossaise. George Starkey fait ses études à Harvard de 1643 à 1649. Il pratique la médecine à Boston de  1646 à 1650, avec l'aide de John Winthrop Jr et en Angleterre de 1650 à 1665, où il se lie aux cercles puritains de Samuel Hartlib. Il se lie aussi avec le physicien et chimiste Robert Boyle.
Sous le pseudonyme d'Eyrenaeus Philalethes, il écrit des traités alchimiques qui circulent sous forme de manuscrits et sont principalement publiés après sa mort :  The Marrow of Alchemy (1654), Introitus apertus (1669) et Ripley Reviv'd (1678). Son œuvre la plus célèbre est son Entrée ouverte au palais fermé du Roi (Introitus apertus ad occlusum regis palatium), qui commence ainsi :
"Ayant pénétré, moi, Philalèthe, Philosophe anonyme, les arcanes de la médecine, de la chimie et de la physique, j'ai décidé de rédiger ce petit traité, l'an 1645 de la Rédemption du monde et le trente-troisième de mon âge [réel ou symbolique ?], afin d'acquitter ce que je dois aux Fils de l'Art et pour tendre la main à ceux qui sont égarés dans le labyrinthe de l'erreur. Ainsi apparaîtra-t-il aux Adeptes que je suis leur pair et leur frère; quant à ceux qu'ont séduits les vains discours des sophistes, ils verront et recevront la lumière, grâce à laquelle ils reviendront à une voie plus sûre. Et je présage, en vérité, que nombre d'entre eux sont éclairés par mes travaux."
Il publie également des traités d'alchimie sous son nom : Natures Explication and Helmont's Vindication (1657), et Pyrotechny Asserted (1658).
C'est un partisan de la médecine helmontienne (du médecin et alchimiste hollandais Jean-Baptiste Van Helmont (1577-1644), qu'il défend dans des pamphlets de la fin des années 1650 au début des années 1660. Il est l'un des promoteurs de la Society of Chymical Physicians (Société des Médecins Chymistes) en 1665. Il meurt la même année de la peste qu'il a contracté en soignant des malades.
Son premier traducteur français est Jean Le Pelletier.

### Œuvres
- L'entrée ouverte au palais fermé du roi (daté de 1645, publié en 1669, traduction française 1754). L'entrée ouverte au palais fermé du Roi, coll. "Bibiotheca Hermetica", Denoël, 1970. Collection dirigée par René Alleau. Édition de référence des textes alchimiques. Traductions, variantes et notes bibliographiques de Maxime Préaud. En ligne sur levity  ou Delboy
- La vérité alchimique (1688), éd. du Cosmogone, 2010, 408 p.
- The marrow of alchemy, 1654. Édition de 1709 en français mise au jour par Bernard Husson : La Moelle de l'alchymie, La Hutte, 2005.
- La Fontaine de la Vérité Chimique
- Bref Guide pour Obtenir le Rubis Céleste
- La Métamorphose des métaux (De metallorum metamorphosi), in Manget, Bibliotheca chimica curiosa, t. II.
- Expérience sur la préparation du mercure des sages pour la pierre par le régule de Mars ou fer tenant de l'antimoine et étoilé par la lune ou l'argent, in Jacques Sadoul, Le grand art de l'alchimie (1973), J'ai lu. . En ligne sur levity
- Règles du Philalèthe pour se conduire dans l'œuvre hermétique. En ligne sur levity

### Études sur George Starkey
- Gehennical Fire: The Lives of George Starkey, an American Alchemist in the Scientific Revolution par William R. Newman, University of Chicago Press, 2003  (ISBN 0226577147) (revue et résumé en anglais)
- Alchemy Tried in the Fire: Starkey, Boyle, and the Fate of Helmontian Chymistry par William R. Newman, Lawrence M. Principe, University of Chicago Press, 2002  (ISBN 0226577112)